# 肯·碧斯
肯尼思·威廉·"肯"·碧斯（Kenneth William "Ken" Bates，1931年12月4日—）出生於英國倫敦伊灵，是一名英籍商人及足球行政人員。1982年至2004年期間是的大股東及主席。肯·碧斯作風敢言，2005-2013年期間擔任及其控股公司的主席，是英國足球界一名惹人爭議的人物。
肯·碧斯現時居住在摩納哥作為避稅外流人士，按照英國法律每年只可在當地最長逗留90日。

## 生平
肯·碧斯於1931年出生在倫敦西部的伊灵，其母在他出生後不久逝世，而其父亦告失去蹤影，故他一直由祖父母照顧長大。年少時肯·碧斯擁護的球隊是，但他沒能一嘗當球員的滋味。
肯·碧斯的第一桶金來自重型運輸工業，其後他亦從事開採石礦、預拌混凝土以至畜牧業。他在1960年代到1970年參與不同的企業，包括一項在英屬處女群島設立「愛爾蘭信託銀行」（Irish Trust Bank）的計畫，該銀行於1976年結業時導致數以千計的投資人一舖清袋。經歷兩段婚姻，肯·碧斯育有5名子女。於1970年代肯·碧斯擔任的主席達五年之久，亦曾短暫逗留。

### 車路士
肯·碧斯於1982年僅以1英鎊的代價從米尔斯家族（Mears family）購入，當時正值球隊因翻修主場史丹福橋球場而陷入嚴重財困，甚至無力支付球員的薪金，更處於降級區域，隨時降級到丙組作賽，而其惡名昭彰的球迷則經常引發球迷騷亂。肯·碧斯當時拒絕購入史丹福橋球場及其關連債項，米尔斯家族因而將球場業權轉售給地產發展商馬爾勒地產（Marler Estates），這時肯·碧斯才驚覺球隊將會失去主場，於是與馬爾勒地產展開漫長的法律訴訟，直到1992年馬爾勒地產因破產才結束，肯·碧斯從債權銀行手上購回史丹福橋球場的業權，更成立「切尔西球場業主」（Chelsea Pitch Owners）擁有球場的業權及命名權，防止球場再落入地產發展商的手中。1982/83年球季車路士在煞科日主場0-0賽和後才以第18名完成球季，僅比降級區域多兩分，成功護級；翌年車路士贏得乙組聯賽冠軍，重返甲組。肯·碧斯致力解決球迷騷亂問題，公開支持經常備受部分種族主義球迷攻擊車路士的歷來首名黑人球員保羅·簡路維爾（Paul Canoville），同時他亦試圖改善球會的財政狀況。
肯·碧斯在車路士長達21年，期間多次成為新聞頭條及聘用不少於9名領隊。他以其營運畜牧業的經驗曾建議採用通電圍欄阻止球迷闖入球場草坪，因而與球會的支持者疏遠，最終計畫的申請被大倫敦議會以健康及安全為由而否決。
更多爭議陸續有來，肯·碧斯禁止部分1970年代車路士的名宿如朗·夏理士（Ron Harris）及彼得·奧士葛（Peter Osgood）等進入史丹福橋球場，只因他們曾經批評會務。而肯·碧斯更利用賽日場刊中的專欄攻擊不同人士，往往造成爭議；2002年他形容「車路士獨立球迷會」（Chelsea Independent Supporters Association）為「寄生蟲」而被球迷大衛·莊士東（David Johnstone）控告誹謗，最後庭外和解了事。
於1990年代肯·碧斯與車路士最大捐助人兼副主席馬菲·哈丁（Matthew Harding）就球會未來發展產生嚴重分歧，最終導致哈丁被逐出董事會，這次紛爭直到1996年10月哈丁因直升機墮毀意外逝世才停止。但口沒遮攔的肯·碧斯在翌年形容哈丁為「人魔」（evil man）而再次掀起爭議。2000年1月車路士在英格蘭足總盃第五圈主場擊敗莱斯特城，賽後客軍領隊馬田·奧尼爾在新聞發佈會大發雷霆：「首先，有一些足球白痴如肯·碧斯之流，在場刊上說我們為博取射十二碼而來。」，而肯·碧斯則回應：「彼此彼此。」（takes one to know one.）。
在肯·碧斯擔任主席的末期，史丹福橋球場完成大規模重修及現代化工程，成為當時車路士歷來最成功的主席。球隊贏得數個重要錦標，亦能經常位列英超頭六位，擁有一流球員的陣容包括蘇拿及迪西里等巨星。但球隊的未來卻因多達8億英鎊的債務負擔而蒙上陰影。2003年肯·碧斯將球會賣給俄羅斯石油大亨阿巴莫域治，個人賺取1,700萬英鎊的盈利。交易完成後，英國金融服務管理局（Financial Services Authority，簡稱FSA）曾就肯·碧斯擁有未曾公開的股份的指控而展開調查，最終不了了之。肯·碧斯留任車路士主席一直到2004年3月2日才呈辭，擔任主席期間球隊贏取兩次英格蘭足總盃（1997年及2000年）及歐洲盃賽冠軍盃（1998年）和英格蘭聯賽盃（1998年）各一次。在離隊僅數星期後，他在比賽場刊一個一次性的專欄中數落車路士而再次曝光。

### 足總及溫布萊
肯·碧斯是英格蘭足球總會一名活躍委員，並有份推動溫布萊球場早期的重建計畫，並在1997年獲委任為「溫布萊國家運動場有限公司」（Wembley National Stadium Ltd.，簡稱WNSL）的主席，於2000年12月19日轉任副主席，但他以不獲董事會支持為由於2001年辭任。為計畫缺乏進展而苦惱的肯·碧斯，於稍後建議令計畫加快進度的最佳方法是「槍斃」時任體育部長的凱特·霍伊（Kate Hoey）。

### 列斯聯
2005年1月肯·碧斯未能入股後，他再接再厲，成功購入當時處於英冠，備受財困的的5成股權，成為球會的大股東及主席，他稱這次收購為其「最後的挑戰」。肯·碧斯計畫回購列斯聯的主場艾蘭路球場及索普拱門（Thorp Arch）訓練基地。
2007年5月列斯聯進行財務重組，由畢馬威會計師行擔任財務重組執行人，隨即將球會賣給一家名為「列斯聯足球會有限公司」（Leeds United Football Club Limited）的新公司，而肯·碧斯是這家公司三名董事之一。在接下來的日子，對肯·碧斯大表不滿的列斯聯球迷不斷在比賽中示威，要求主席下台。
在肯·碧斯擔任列斯聯短短的期間，他已轉換了4名領隊，這還不包括無數在領隊離任時的看守領隊。奇雲·布力維爾（Kevin Blackwell）在肯·碧斯收購球隊擔任領隊，但當季未能透過附加賽升班，而翌季因成績滑落而被炒；肯·碧斯找來車路士老部屬丹尼斯·韋斯接掌球隊，在球會歷來首次降班到第三級聯賽，雖然被扣15分後仍然高據聯賽榜前列位置，韋斯決定轉投擔任非領隊工作的足球總監職位。加利·麥亞里士打獲選取代韋斯，帶領球隊晉級附加賽決賽，但以0-1負於失去升班機會，雖然再留在英甲作戰。2008/09年球季列斯聯作為升班熱門季初表現出色，在連敗5場後，包括在英格蘭足總盃0-1負於非聯賽的希斯頓，形勢急轉直下，肯·碧斯決定辭退麥亞里士打，於12月23日聘請西蒙·加利臣出任新領隊。
2011年5月3日肯·碧斯透過屬下公司「Outro Limited」以沒有透露的金額購入在尼維斯註冊的「FSF Limited」持有72.85%列斯聯母公司「列斯城控股有限公司」（Leeds City Holdings Ltd）的全部股份，正式成為列斯聯的東主。

## 口舌招尤
費格遜
2000年費格遜首先發砲，在其自傳《我是曼联教头》（Managing My Life）中指稱：「自毛澤東以後有哪位主席比肯·碧斯對自己的意見更有信心？」；同年8月車路士於英格蘭社區盾以2-0擊敗曼聯後，當費格遜步上王室廂房接受亞軍獎牌時，肯·碧斯將一面繫有藍白授帶的獎牌掛上費格遜頸上，當費格遜憤怒地脫下獎牌時看到上面刻上「費爵爺，有史以來最棒的事。」（Lord Fergie, the best thing since sliced bread.），亦不禁回頭一笑。